# Great Britain II
Great Britain II est un voilier monocoque destiné à la course au large. C'est le seul bateau qui a participé à cinq Whitbread Round the World Race consécutivement. Son skipper le plus connu est Chay Blyth.
Il a été commandité par Jack Hayward, mécène qui avait permis le retour du navire Great Britain, construit en acier au XIXe siècle, depuis les Îles Falkland (Îles Malouines), et il a été lancé par la princesse Anne en 1973.

## Aspects techniques
Il est construit en sandwich de mousse (sandwich polyester Airex) par Bayside Marine à Sandwich (Kent) pour le navigateur Chay Blyth en vue de courir la première course autour du monde en équipage (Whitbread). Dessiné par l'architecte Alan Gurney, c'est le sistership du voilier de course américain Windward Passage.
Il est gréé en ketch mais il a été gréé en sloop sous le nom de United Friendly en 1981.
Le pont est en "flush-deck", sans superstructure, et il est doté de deux cockpits.
D'une longueur de 23,79 mètres (23,52 ou 23,64 mètres selon les sources), c'est l'un des plus grands bateaux engagés dans la Whitbread. La surface de voilure est de 268 à 280 m2 au près avec 450 m2 de spinnaker.
Numéro de voile : K 3566.
Rating : 68 pieds (68,4 ou 69,2 selon les sources) jauge IOR (International Offshore Rule).
Couleurs de coque : rouge amarante (1973), noir (1981), rouge (1985), blanc (1989).

Autre appellation : GBII

## Histoire en course

### 1973-1974: Première Course autour du monde en équipage (WhitbreadRound the World Race)
Lors de l'édition 1973-1974 de la Whitbread Round the World Race, Chay Blyth remporte à son bord deux des quatre étapes de la course en temps réel. Il termine la circumnavigation en 144 jours.

De l'avis de plusieurs skippers en 1973, Great-Britain II avait une allure « magnifique » et était considéré comme l'un des principaux concurrents du Pen Duick VI d'Eric Tabarly :
« Great Britain II, ketch de 23,79 m, tout neuf, construit en sandwich polyester. Pour moi, c'est le principal concurrent. C'est un bateau magnifique. »
« ... ce magnifique voilier est donné, avec Pen Duick VI, comme favori de la course. »

#### L'équipage
Le skipper Chay Blyth, militaire parachutiste, a recruté son équipage au sein de la 16e Brigade parachutiste. Aucun de ces hommes n'a de réelle expérience en voile : « L'équipage de Great Britain II est composé de douze parachutistes de la 16e Brigade qui, après avoir subi un entraînement intensif dans un camp anglais, doivent compenser leur relative ignorance de la voile par leurs qualités athlétiques. » explique André Viant. Chay Blyth a soigneusement sélectionné ses hommes en leur faisant passer des tests. Un équipier raconte : 
« Chay nous convoquait à des heures invraisemblables, dans les endroits les plus bizarres, se souviennent les équipiers. Ceux qui n'étaient pas là étaient éliminés. Ensuite, Chay Blyth nous a rassemblés dans une ferme isolée de son pays, en Ecosse. Là, pendant plusieurs semaines, nous avons vécu ensemble, nous avons couru des kilomètres dans la lande, mais surtout, nous restions côte à côte, sans radio, sans distractions, enfermés parfois dans la même pièce pendant des heures et des heures. Ainsi, pensait Chay, les caractères difficiles, et les incompatibilités d'humeur se révéleraient. C'est à la suite de ce test qu'il nous a sélectionnés. »
Pour Eric Tabarly, un équipage de douze hommes semble trop juste pour un tel bateau : « Ce sont donc à coup sûr des hommes sportifs, endurants, courageux et disciplinés. Malheureusement, leur expérience nautique dans l'ensemble est faible et sur un tel bateau cela risque d'être très gênant, d'autant qu'ils sont en nombre minimum : douze. Sur les grands bateaux, les équipages américains sont généralement de quinze à vingt. Pour de longues étapes comme les nôtres, il est préférable de réduire l'équipage au minimum, mais il y a une limite. »

#### Etape 1: Portsmouth - Le Cap (Afrique du Sud)
Great Britain II arrive troisième en temps réel au Cap, derrière deux autres bateaux anglais, Burton Cutter, le plus grand bateau de la course, et Adventure, le voilier de la Royal Navy. En temps compensé, l'étape est gagnée par Adventure, et Great Britain II est 12e. « Great Britain, déserté, magnifique, semble songer en silence à une revanche prochaine. Les paras de Chay Blyth ont dû beaucoup apprendre dans ce long galop d'essai. C'est déjà l'heure de l'apéritif quand nous rendons visite au troisième anglais, Adventure, grand vainqueur de cette étape, 30 heures d'avance sur Sayula. » raconte Jean-Pierre Millet, skipper du voilier 33 Export, classé 3e en temps compensé à l'arrivée au Cap.

L'équipage a été confronté à une pénurie d'eau douce provoquée par une fuite dans un réservoir, problème d'autant plus sérieux que la nourriture à bord était lyophilisée. Un système de dessalinisation d'eau de mer, avec récupération de la vapeur d'eau produite par la marmite à pression, a été installé. Pendant cette étape, un des équipiers est tombé à l'eau mais a été récupéré très rapidement grâce à une « manœuvre d'homme à la mer » :
« un homme, tombé à la mer pendant la nuit, fut récupéré en sept minutes seulement, alors que le bateau marchait sous spi, grâce à une forte chance et à une manœuvre parfaite de Chay Blyth. »

#### Etape 2: Le Cap - Sydney
Dans la seconde étape, le bateau perd son mât d'artimon et un équipier se casse le bras : « un équipier a le bras brisé, les deux tangons de spinnaker sont cassés, le mât d'artimon s'abat. Great Britain poursuit sa route, gréé en sloop. »
Le bateau arrive à Sydney derrière Pen Duick VI (704 heures temps réel pour le premier, 713 heures pour le second), suivi du bateau anglais Second Life. il est classé 6e de l'étape en temps compensé.

#### Etape 3: Sydney - Rio-de-Janeiro
Dans la troisième étape, le 6 janvier, alors que Great Britain II navigue sous deux génois tangonnés, c'est-à-dire que les voiles d'avant sont tenues par des tangons, l'équipier Bernard Hoskings, celui-là même qui avait déjà failli disparaître lors de la première étape, retombe à l'eau. Malgré l'envoi d'une bouée et plusieurs heures de recherche, il n'est pas retrouvé,.
Great Britain II se dirige progressivement vers la latitude du Cap Horn à 56° de latitude sud qu'il passe en première position le 24 janvier 1974, accueilli par le navire océanographique H.M.S. Endurance de la Royal Navy, posté sur place pour encourager les concurrents,. Quarante jours et seize heures après être parti de Sydney, Great Britain II est le premier bateau à Rio-de-Janeiro, suivi deux jours plus tard par Sayula II et Kriter. Il est premier en temps réel, 6e en temps compensé et l'étape est gagnée par Adventure.

#### Etape 4: Rio-de-Janeiro - Portsmouth
Dans la quatrième et dernière étape, Great Britain II se montre le plus rapide de la flotte et c'est le premier bateau à franchir la ligne d'arrivée à Porstmouth le 11 avril 1974, quelques heures avant Adventure, mené par Roy Mullender, et 33 Export,. Il est classé 2e de l'étape en temps compensé, 6e au classement général (en 144 jours 10 heures), premier en temps réel en 3466 heures et le mécène Jack Hayward offre le bateau à Chay Blyth.

### Autres courses

#### 1975-1976: Course des clippers Londres-Sydney-Londres (Financial Times Clipper Race 1975-1976)
Le but de la course était de battre le record du clipper Patriarch, un trois-mâts de la Aberdeen White Star Line qui reliait l'Angleterre à l'Australie au XIXe siècle, et qui remontait à 1870. Les concurrents de la course étaient : Great Britain II (skippers : Mike Gill et Roy Mullender), avec un équipage militaire de quatorze personnes, Kriter II ex- Burton Cutter (skipper : Olivier de Kersauson), Great Escape (skipper : Hendrik Huisman), CS & RB Busnelli (skipper : Doi Malingri) et un bateau australien Anaconda II qui participait à l'étape retour,.
Great Britain II et Kriter II sont parvenus à battre le record du Patriarch à l'aller et au retour, Great Britain II devançant Kriter II de 6 heures 30 à l'arrivée à Sydney. Au retour, Kriter II, victime d'une avarie de gouvernail,, dut prendre un nouveau départ à Sydney après des réparations.
Les bateaux sont partis de Sheerness dans l'estuaire de la Tamise le 31 août 1975. Great Britain II est arrivé à Sydney le 6 novembre 1975. Le départ de l'étape retour vers l'Angleterre a eu lieu le 21 décembre 1975 et Great Britain II a terminé à Douvres le 25 février 1976,.
Le voilier participe à cinq Whitbread Round the World Race consécutives,,.

#### 1977-1978: 2eWhitbread (skipper: Robert James)
Classement : (temps réel): 1er en 3228 heures.
(temps compensé):
- 1re étape : 12
- 2e étape : 9
- 3e étape : 10
- 4e étape : 13

Classement général : 12. Nombre de jours en temps compensé : 134.

#### 1981-1982: 3eWhitbread (skipper: Chay Blyth)
Le bateau est renommé United Friendly. Il est propriété de Cécilia Unger et court avec un gréément de sloop.
Classement (temps compensé, temps réel) :
- 1re étape : 25, 13
- 2e étape : 20, 8
- 3e étape : 17, 9
- 4e étape : 16, 6

Classement général : 17, 9.

#### 1985-1986: 4eWhitbread (skipper: Bob Salmon)
Le bateau est renommé Norsk Data GB. Il est manœuvré par un équipage payant de 16 équipiers.
Classement (temps compensé, temps réel) :
- 1re étape (Portsmouth - Le Cap) : 12e (39 j), 10e (39 j)
- 2e étape (Le Cap - Auckland) : 14e (35 j), 12e (36 j)
- 3e étape (Auckland - Punta del Este) : 14e (27 j), 9e (27 j)
- 4e étape (Punta del Este - Portsmouth) : 12e (34 j), 9e (34 j)

Classement général : 11, 9.  Nombre de jours en temps compensé : 136.  Nombre de jours en temps réel : 138.

#### 1989-1990: 5eWhitbread (skipper: Andy Coghill)
La course est réorganisée en 6 étapes.
Le bateau est renommé With Integrity, il est classé 20e.

## Épilogue
Appelé aujourd'hui Whitbread Heritage, Great Britain II est propriété privée et participe à des événements et manifestations liées à l'histoire de la Whitbread.

### Audiovisuel
- First Whitbread Round the World Yacht Race - 1973, Film Remastered ( Volvo Ocean Race), sur Youtube  : https://www.youtube.com/watch?v=2YKf4TRv5jE (consulté le 17 janvier 2018)
- La 1ère Whitbread remasterisée (1/3) : de Portsmouth au Cap, Film Remastered (Volvo Ocean Race) : https://www.youtube.com/watch?v=t-P1pbeStO4 (consulté le 17 janvier 2018)
- La 1ère Whitbread remasterisée (2/3) : du Cap à Sydney, Film Remastered (Volvo Ocean Race) : https://www.youtube.com/watch?v=9FjkgoP3Tqg (consulté le 17 janvier 2018)
- La 1ère Whitbread remasterisée (3/3) : de Sydney à Portsmouth, Film Remastered (Volvo Ocean Race) : https://www.youtube.com/watch?v=VxRgE47if2I (consulté le 17 janvier 2018)
- Great Britain II returns to Whitbread Round The World Race fleet (Alicante, 2011) : https://www.youtube.com/watch?v=ri4oglEEo2M (consulté le 17 janvier 2018)

### Site externe
- GBII :  https://www.gbii.co.uk